# Ken Page

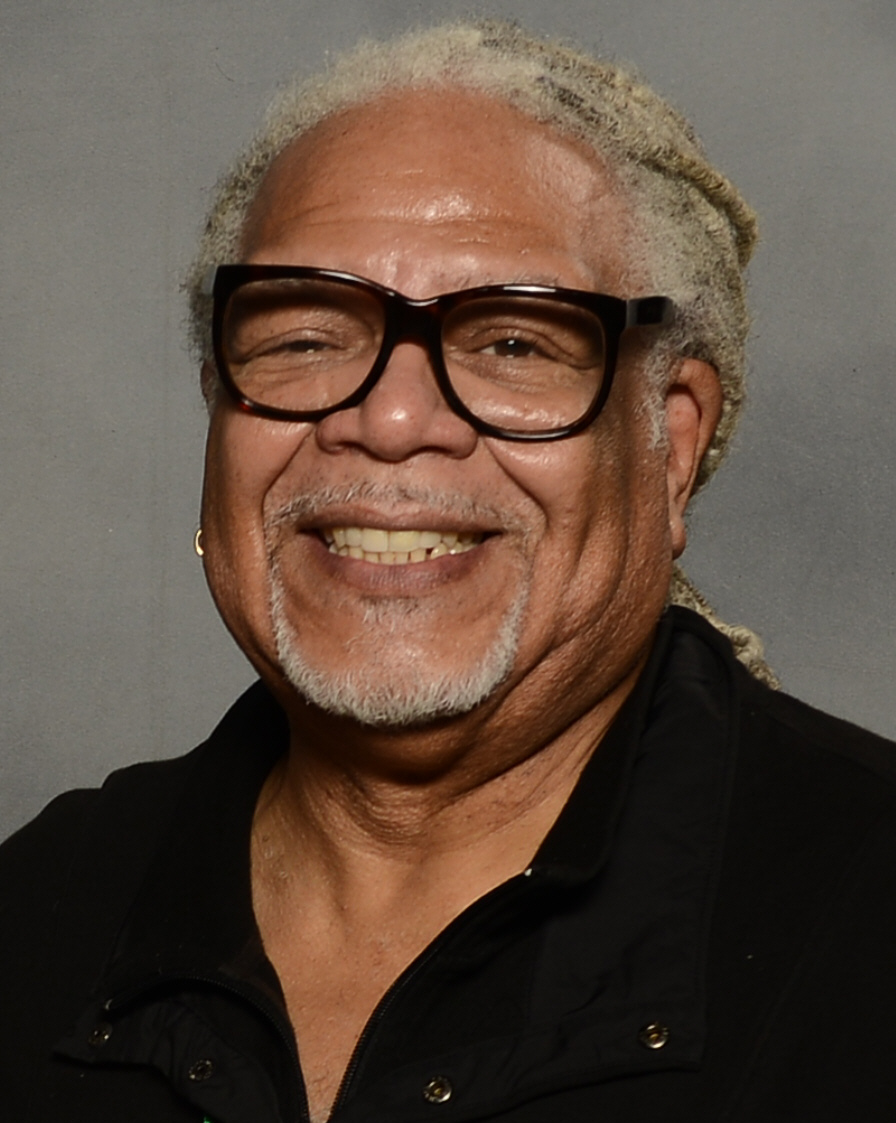
Ken Page (2017)

Kenneth „Ken“ Page (* 20. Januar 1954 in St. Louis, Missouri; † 30. September 2024 ebenda) war ein US-amerikanischer Schauspieler und Sänger.
Er spielte die Rolle des Ken in der Broadway-Produktion von Ain’t Misbehavin’ und Old Deuteronomy in der Bühnenadaption von Cats. Er sprach Oogie Boogie in Nightmare Before Christmas und spielte in der Broadway-Produktion von The Wiz den Löwen. In der ersten Broadway-Wiederaufnahme von Guys and Dolls war er als Nicely-Nicely Johnson zu sehen.

## Frühes Leben
Kenneth Page wurde 1954 in St. Louis geboren und von seiner Mutter Gloria und seinem Stiefvater Garvin Gilstrap katholisch erzogen. Er besuchte die Grundschulen St. Bridget of Erin und St. Nicholas. In St. Nicholas wurde er von der Gründerin des Redeclubs der Schule und einem älteren Cousin dazu inspiriert, sich dem Theater zu widmen. 1973 machte er seinen Abschluss an der Bishop DuBourg High School. Er erhielt ein Vollstipendium für das Fontbonne College in Clayton (Missouri). Dort studierte er Theaterwissenschaften.
Während seiner Zeit an diesem College bekam er seine erste bezahlte Theaterrolle: Er spielte Stewpot in einer Theateradaption des Musicals South Pacific. Im Jahr darauf zog Page nach New York. Dort arbeitete er mit dem Fanfare Children’s Ensemble und spielte den Jim in Huck Finn. Ferner arbeitete er mit dem Amas Repertory Theatre und dem Henry Street Settlement, wobei er Auftritte in den Musicals Ragtime Blues und Louis hatte.

## Karriere

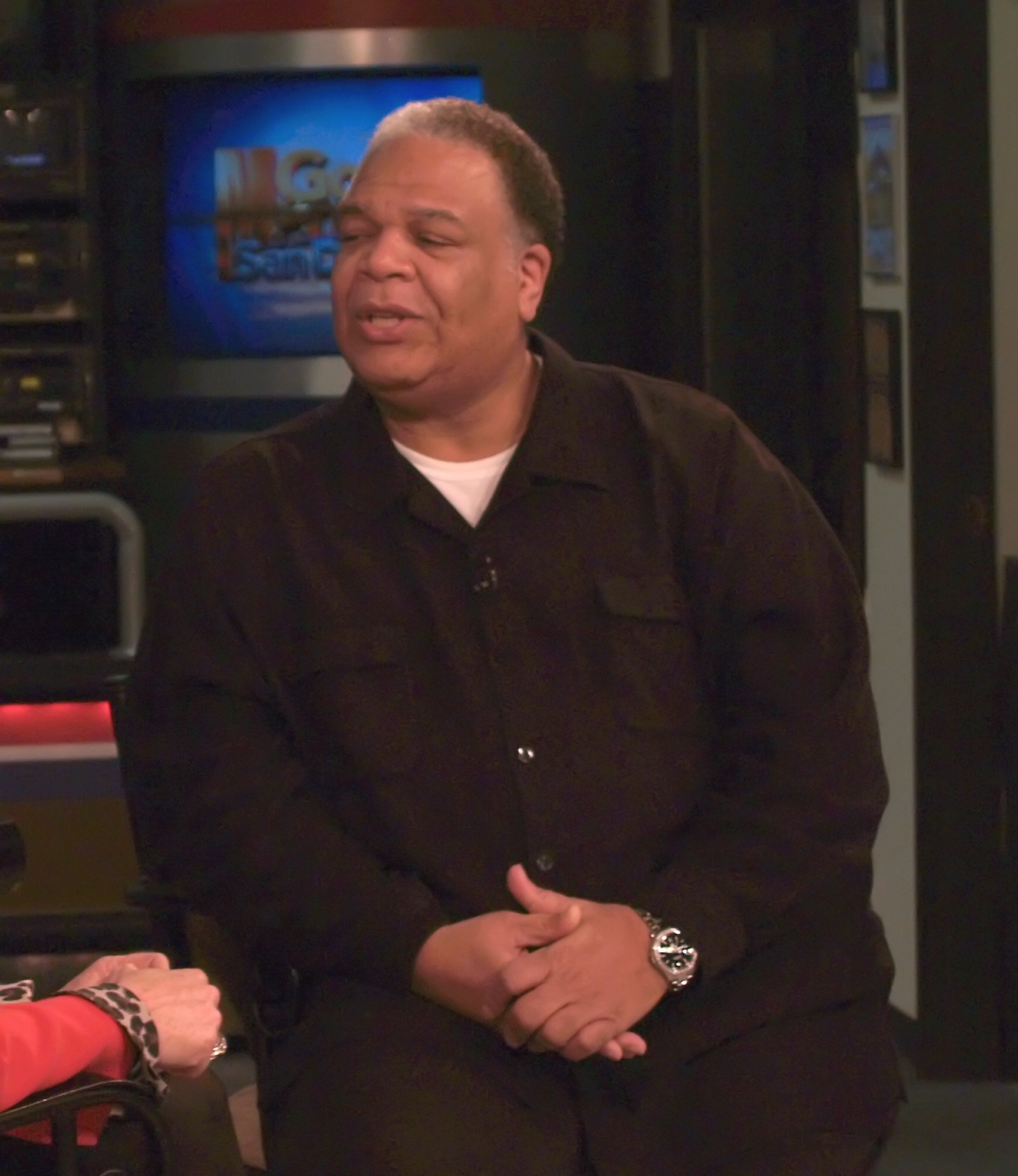
Ken Page (2008)

Page begann seine Karriere im Chor des Muny-Freilichttheaters in St. Louis. 1976 hatte er sein Broadway-Debüt in der Rolle des Nicely-Nicely Johnson in der schwarzen Wiederaufnahme von Guys and Dolls. 1977 spielte er den feigen Löwen in The Wiz. Anschließend war er in der Originalbesetzung der Musicalrevue Ain’t Misbehavin’ zu sehen. Dafür erhielt er den Drama Desk Award. Seine Rolle in dem Fats-Waller-Stück spielte er auch in der Fernsehausstrahlung von 1982. Bei der Broadway-Wiederaufnahme 1988 kehrte er auch zur Show zurück.
1982 spielte Page Old Deuteronomy in Cats und kehrte zu der Rolle in der Videoveröffentlichung von 1998 zurück. Er spielte auch Gott zweimal, in Randy Newmans Faust im La Jolla Playhouse und im Goodman Theatre und in Stephen Schwartzs Children of Eden (West End). Er spielte häufig in Shows im Muny-Theater, mit Auftritten in Jesus Christ Superstar, Aida, Der Zauberer von Oz, Les Misérables, My One and Only und Der kleine Horrorladen.
Zu Pages Hauptfilmen gehören All Dogs Go to Heaven, Torch Song Trilogy und Dreamgirls. Zu seinen TV-Auftritten gehörten Gastrollen in Serien wie Charmed – Zauberhafte Hexen und Touched by an Angel sowie Auftritte in verschiedenen Filmen und Specials.
In späteren Jahren entwickelte und führte Page seine Show Page by Page auf und leitete verschiedene regionale und Tourneeproduktionen. Er war die Stimme der sprechenden Pflanze Audrey II in der Muny-Produktion Der kleine Horrorladen. Er wiederholte auch die Rolle des Old Deuteronomy in der Lubbock-Moonlight-Musicals-Produktion von Cats in Lubbock (Texas).
Page wiederholte seine Rolle als Oogie Boogie in mehreren anderen Disney-Produktionen, wie zum Beispiel im Feuerwerk HalloWishes in Walt Disney Worlds Magic Kingdom, der Schwestershow Halloween Screams in Disneyland, bei Haunted Mansion Holiday (auch im Disneyland), bei Mickys nicht so gruselige Halloween-Party (Magic Kingdom) und nachfolgenden Videospielen, darunter Nightmare Before Christmas: The Pumpkin King, Nightmare Before Christmas: Oogie’s Revenge und der Serie Kingdom Hearts.

## Privates
Ken Page war schwul und fühlte sich der LGBTQ-Bewegung verbunden. Er erklärte einmal: „Ich bin nicht verschlossen, war es meines Wissens auch noch nie. Aber ‚schwul‘ bedeutet für die Menschen so viele verschiedene Dinge.“ Er riet anderen: „Seien Sie vorsichtig. Ich verstehe, glauben Sie mir – denn ich habe für Ihr Etikett gekämpft. Aber definieren Sie sich nicht über das Etikett, das Sie sich selbst geben.“
Ken Page starb im September 2024 im Alter von 70 Jahren in seinem Zuhause in St. Louis.

## Filmografie
(Quellen:)

### Film
| Jahr | Titel                                     | Rolle           | Anmerkungen     |
| ---- | ----------------------------------------- | --------------- | --------------- |
| 1988 | Das Kuckucksei                            | Murray          |                 |
| 1989 | Charlie – Alle Hunde kommen in den Himmel | King Gator      | Stimme          |
| 1993 | The Nightmare Before Christmas            | Oogie Boogie    | Stimme          |
| 1994 | I’ll Do Anything                          | Hair Person     |                 |
| 1998 | Cats                                      | Old Deuteronomy | Direct-to-Video |
| 2003 | Shortcut to Happiness                     | Clerk           |                 |
| 2006 | Dreamgirls                                | Max Washington  |                 |

### Fernsehen
| Jahr      | Titel                    | Rolle                         | Anmerkungen                             |
| --------- | ------------------------ | ----------------------------- | --------------------------------------- |
| 1984      | Gimme a Break!           | Kenneth Wilson                | Episode: Class of ’84                   |
| 1987–1988 | Sable                    | Joe „Cheesecake“ Tyson        | 6 Episoden                              |
| 1989      | Polly                    | Mayor Warren                  | Fernsehfilm                             |
| 1989      | Teen Angel Returns       | Chubby                        |                                         |
| 1990      | Family Matters           | Darnell Watkins               | Episode: The Big Réunion                |
| 1990      | Capital News             |                               | Episode: Finished? Not Dunne            |
| 1990      | Polly: Comin’ Home!      | Mayor Warren                  | Fernsehfilm                             |
| 1993–1994 | Adventures in Wonderland | Das Walroß und der Zimmermann | 7 Episoden                              |
| 1994      | Duckman                  | Stimmen                       | Episode: American Dicks                 |
| 1994      | South Central            | Dr. Raymond McHenry           | 3 Episoden                              |
| 1995      | Touched by an Angel      | Ox                            | Episode: There But for the Grace of God |
| 1998–2005 | Great Performances       | Old Deuteronomy               | 2 Episoden                              |
| 2000      | Welcome to New York      | Chef Andre                    | Episode: Tickets                        |
| 2005      | All Grown Up!            | Narrator, Man                 | Stimme, Episode: Blind Man’s Bluff      |
| 2007      | State of Mind            | Florian                       |                                         |

### Computerspiele
| Jahr | Titel                                            | Rolle        |
| ---- | ------------------------------------------------ | ------------ |
| 2002 | Kingdom Hearts                                   | Oogie Boogie |
| 2004 | The Nightmare Before Christmas: Oogie’s Revenge  | Oogie Boogie |
| 2005 | The Nightmare Before Christmas: The Pumpkin King | Oogie Boogie |
| 2006 | Kingdom Hearts II                                | Oogie Boogie |
| 2007 | Kingdom Hearts II: Final Mix+                    | Oogie Boogie |
| 2013 | Kingdom Hearts HD 1.5 Remix                      | Oogie Boogie |
| 2014 | Kingdom Hearts HD 2.5 Remix                      | Oogie Boogie |

## Theater
Quellen:

### Broadway
- 1975: The Wiz als Löwe
- 1976: Guys and Dolls als Nicely-Nicely Johnson
- 1978: Ain’t Misbehavin’ als Ken
- 1982: Cats als Old Deuteronomy
- 1988: Ain’t Misbehavin’ als Ken
- 1999: It Ain’t Nothin’ But the Blues als Künstler

### Off-Broadway
- 1981: Louis als Joe „King“ Oliver
- 1995: Call Me Madam als Senator Gallagher
- 1995: Out of this World als Jupiter
- 1998: Der Zauberer von Oz (Musical, 1987) als Löwe
- 2002: The Pajama Game als Mr. Hasler

### Regional
- 1981: Damn Yankees als Van Buren (mit Dick Van Dyke und Don Most)
- 1995: Randy Newman’s Faust als Lord
- 1996: Randy Newman’s Faust als Lord
- 2003: Wie der Grinch Weihnachten gestohlen hat als Old Max
- 2004: Frühstück bei Tiffany as Joe Bell
- 2006: Aida als Amonasro
- 2011: Ein verrücktes Paar als Chuck
- 2014: Cats als Old Deuteronomy
- 2019: Ein verrücktes Paar als Chuck

### The Muny-St. Louis
- 1973: South Pacific als Stewpot
- 1973: Anatevka als Chaim/Fruma Sarah (Beine)
- 1974: Bitter Sweet als Ensemble
- 1994: Ain’t Misbehavin’ als Ken
- 1995: Camelot als König Pellinore
- 1996: Dornröschen als die Stimme von Wendell
- 1997: Der Zauberer von Oz (Musical, 1987) als Löwe
- 1998: Radio City Rockettes MUNY Spectacular als Ensemble
- 1998: Damn Yankees als Mgr. Van Buren
- 1999: Grease als Teen Angel
- 2001: My Fair Lady als Colonel Hugh Pickering
- 2002: Die Romanticker als Bellomy
- 2004: Cats als Old Deuteronomy
- 2004: Frühstück bei Tiffany als Joe
- 2005: Jesus Christ Superstar als Herodes Antipas
- 2005: Die Schöne und das Biest als Maurice/Narrator
- 2006: Der Zauberer von Oz (Musical, 1987) als Professor Marvel
- 2006: Oliver! als Mr. Bumble
- 2006: Aida als Amonasro
- 2007: Les Misérables als Monsieur Thénardier
- 2008: My One and Only als Rt. Rev. J.D. Montgomery
- 2008: 90 Years of Muny Magic als Principal
- 2010: Cats als Old Deuteronomy
- 2010: Die Schöne und das Biest als Maurice/Narrator
- 2011: Arielle, die Meerjungfrau als König Triton
- 2011: Der kleine Horrorladen als die Stimme von Audrey II
- 2012: Dreamgirls als Marty
- 2012: Aladdin as Sultan
- 2013: West Side Story als Doc
- 2014: Tarzan als Porter
- 2015: Into the Woods als The Narrator
- 2016: Aida als Amonasro
- 2018: Meet Me in St. Louis als Großvater Prophater
- 2019: Guys and Dolls als Arvide Abernathy
- 2023: West Side Story als Doc
- 2024: Les Misérables als Bischof Myriel

### Hollywood Bowl
- 2009: Guys and Dolls in Concert als Nicely-Nicely Johnson
- 2018: Nightmare Before Christmas in Concert als Oogie Boogie
- 2019: Arielle, die Meerjungfrau als Sebastian

### Anderes
- 1979: Ain’t Misbehavin’ als Darsteller 4 (US-Tour)
- 1991: Children of Eden als Father/God (West End)
- 1995: Anyone Can Whistle als Police Chief Magruder (Carnegie Hall)
- 1997: A Christmas Carol als Ghost of Christmas Present/Sandwichboard Man (Madison Square Garden)
- 2021: Nightmare Before Christmas in Concert als Oogie Boogie (BMO Stadium)
- 2022: Nightmare Before Christmas in Concert als Oogie Boogie (Wembley Arena)

## Diskografie

### Singles
- Page by Page (2008)[13]

### Soundtrack
| Jahr | Künstler/Texter                   | Titel | Rolle           | Film                                            |
| ---- | --------------------------------- | --- | --------------- | ----------------------------------------------- |
| 1989 | Charles Strouse & T.J. Kuenster   | Let’s Make Music Together | King Gator      | Charlie – Alle Hunde kommen in den Himmel       |
| 1993 | Danny Elfman                      | Oogie Boogie’s Song | Oogie Boogie    | Nightmare Before Christmas                      |
| 1997 | Charles Strouse & T.J. Kuenster   | Let’s Make Music Together | King Gator      | MGM Sing-Alongs: Being Happy                    |
| 1998 | Andrew Lloyd Webber & T. S. Eliot | Jellicle Songs for Jellicle Cats Old Deuteronomy The Awful Battle of the Pekes and the Pollicles The Jellicle Ball The Moments of Happiness Skimbleshanks: The Railway Cat The Ad-dressing of Cats | Old Deuteronomy | Cats                                            |
| 2004 | Danny Elfman                      | Oogie’s Song Casino Clash A Filthy Finale | Oogie Boogie    | The Nightmare Before Christmas: Oogie’s Revenge |

## Nominierungen und Preise
| Jahr | Auszeichnung        | Kategorie                                               | Spiel             | Ergebnis |
| ---- | ------------------- | ------------------------------------------------------- | ----------------- | -------- |
| 1976 | Theatre World Award | Bester Darsteller                                       | Ain’t Misbehavin’ | Gewonnen |
| 1978 | Drama Desk Award    | Drama Desk Award als Outstanding Actor in einem Musical | Guys and Dolls    | Gewonnen |